# کولین اکسیداز
در آنزیم‌شناسی، یک کولین اکسیداز ( عدد گروه آنزیم 1.1.3.17 ) آنزیمی است که واکنش شیمیایی زیر را کاتالیز می‌کند:
کولین + O ۲ {\displaystyle \rightleftharpoons } بتائین آلدهید + H۲O۲
بنابراین، این آنزیم دارای دو بستر شامل کولین و O۲ بوده و دومحصولات آن آلدهید بتائین و H۲O۲ هستند.